# Mountain House
Mountain House è un census-designated place degli Stati Uniti d'America situato nella Contea di San Joaquin, in California. Il centro abitato si trova a nord-ovest della città di Tracy.